# Claro, Ticino
Claro är en ort i kommunen Bellinzona i kantonen Ticino, Schweiz. 
Claro var tidigare en egen kommun, men den 2 april 2017 inkorporerades Claro och elva andra kommuner i Bellinzona.